# Rhynchozoon documentum
Rhynchozoon documentum är en mossdjursart som beskrevs av Hayward och Cook 1983. Rhynchozoon documentum ingår i släktet Rhynchozoon och familjen Phidoloporidae. Inga underarter finns listade i Catalogue of Life.